# Cá nóc hòm trán dô
Cá nóc hòm trán dô (danh pháp: Ostracion rhinorhynchos) là một loài cá biển thuộc chi Ostracion trong họ Cá nóc hòm. Loài này được mô tả lần đầu tiên vào năm 1851.

## Từ nguyên
Từ định danh rhinorhynchos được ghép bởi hai âm tiết trong tiếng Hy Lạp cổ đại: rhinós (ῥινός) và rhúnkhos (ῥύγχος), đều mang nghĩa là “mũi; mõm”, hàm ý đề cập đến bướu thịt nhô ra ở mõm của loài này.

## Phân bố và môi trường sống
Cá nóc hòm trán dô có phân bố tương đối rộng ở khu vực Ấn Độ Dương - Thái Bình Dương, từ Pakistan và Sri Lanka trải dài về phía đông đến Philippines và Palau, ngược lên phía bắc đến Trung Nhật Bản, phía nam đến bờ bắc Úc.
Cá trán dô sống trên rạn san hô và trong đầm phá, trên nền đáy đá hoặc cát ở độ sâu khoảng 35–50 m.

## Mô tả
Chiều dài cơ thể lớn nhất được ghi nhận ở cá nóc hòm trán dô là 35 cm. Các cá thể khác nhau có màu sắc biến đổi, thường gặp là thân màu nâu tím hay màu vàng xám với nhiều chấm nâu đậm. Vây đuôi và gốc các vây lưng, vây ngực cũng có nhiều chấm đen nhỏ. Các vây và môi màu vàng xám.
Số tia vây ở vây lưng: 9; Số tia vây ở vây hậu môn: 9; Số tia vây ở vây ngực: 11; Số tia vây ở vây đuôi: 10.

## Sinh thái
Theo nghiên cứu của Nguyễn Khác Hường (1992) thì cá nóc hòm trán dô có chứa độc tố ở nội tạng và máu. Tuy nhiên, nghiên cứu của Văn Lệ và cộng sự (2006) cho biết chưa phát hiện độc tính ở loài này (không gây chết người khi ăn dưới 1000 g cá nóc có chứa lượng độc dưới 10 MU/g).

## Thương mại
Dù là loài có độc, ở Việt Nam, cá trán dô vẫn được sử dụng như một món hải sản, ngoài ra chúng cũng được nuôi làm cá cảnh và dùng làm hàng mỹ nghệ.